# Stephin Merritt
Stephin Raymond Merritt, född 17 januari 1966, är en amerikansk musiker, mest känd som frontfigur i indiepopbandet The Magnetic Fields. Han har även bildat banden The 6ths, The Gothic Archies och Future Bible Heroes och gett ut flera album som soloartist.

## Diskografi
Soloalbum
- 2002 – Eban and Charley
- 2003 – Pieces of April
- 2006 – Showtunes
- 2011 – Obscurities